# ТЕС Хінконг
13°32′7″ пн. ш. 99°44′24″ сх. д. / 13.53528° пн. ш. 99.74000° сх. д.
ТЕС Хінконг – теплова електростанція, що споруджується у тайській провінції Ратчабурі. 
Наприкінці 1990-х в провінції Ратчабурі почалось створення електроенергетичного кластеру, розрахованого на поставки природного газу із М’янми. Як наслідок, з’явились ТЕС Рачабурі від Ratchaburi Electricity Generating Company, ТЕС Tri Energy та ТЕС Ратчабурі від Ratchaburi Power. В 2020-му ліцензія станції Tri Energy завершилась і невдовзі її споруди були повністю демонтовані. Звільнений майданчик вирішили використати для спорудження нової ТЕС Хінконг.  
Два блоки нової ТЕС мають стати до ладу в 2024 та 2025 роках. Кожен з них матиме потужність 700 (за іншими даними – 650) МВт та одну газову турбіну, яка через котел-утилізатор живитиме одну парову турбіну.
На відміну від усіх попередніх станцій електроенергетичного кластера Ратчабурі ТЕС Хінконг споруджують з розрахунку імпортованого зрідженого природного газу. Останній зможе надходити до регіону через реверсований газопровід Ратчабурі – Вангной та плановану перемичку від П'ятого трубопроводу. За умови планової роботи ТЕС Хінконг потребуватиме 1,4 млн тон ЗПГ на рік (біля 2 млрд м3).
Проект реалізують через компанію Hin Kong Power, власниками якої є Ratchaburi Electricity Generating Holding Public Company (RATCH, її головним акціонером із часткою 45% є державна Electric Generating Authority of Thailand) та Gulf Energy Development Public Company (один з провідних гравців електроенергетичного сектору Таїланду), що мають участь у 51% та 49% відповідно. Можливо відзначити, що RATCH була власником і попередньої ТЕС Tri Energy – спершу на паритетних засадах із Chevron, а у останні роки одноосібно.